# Pajusaari (ö i Mellersta Österbotten)
Pajusaari är en ö i Finland. Den ligger i sjön Norpanjärvi och i kommunen Karleby i den ekonomiska regionen  Karleby  och landskapet Mellersta Österbotten, i den centrala delen av landet, 400 km norr om huvudstaden Helsingfors. Öns area är 0,2 hektar och dess största längd är 50 meter i öst-västlig riktning.